# Kościół św. Wawrzyńca w Krakowie
Kościół św. Wawrzyńca – średniowieczny kościół, który wznosił się na podkrakowskim Kazimierzu w rejonie zbiegu dzisiejszych ulic św. Wawrzyńca i Dajwór, dawny kościół parafialny wsi Bawół, zburzony pod koniec XVIII wieku.

## Historia
Kościół św. Wawrzyńca był jednym z trzech kościołów parafialnych istniejących na terenie założonego w XIV w. miasta Kazimierz przed jego powstaniem. Stanowił świątynię parafialną wsi Bawół, po raz pierwszy jest wzmiankowany w 1322. Wedle tradycji jego fundatorem miał być Piotr Włostowic, który żył w pierwszej połowie XII w. Część badaczy przypuszcza, że kościół mógł powstać w drugiej połowie XIII w. z fundacji znanego ze źródeł właściciela wsi, komesa Wawrzyńca, inni wskazują, że kościół mógł być starszy i to imię komesa mogło pochodzić od wezwania świątyni.
W XIV w. wieś Bawół została włączona w granice Kazimierza, a tutejszą parafię wcielono do parafii przy kościele Bożego Ciała – kościół św. Wawrzyńca był odtąd jedynie świątynią filialną. 
W 1635 świątynię zburzono i staraniem prepozyta kanoników regularnych z kościoła Bożego Ciała Marcina Kłoczyńskiego zastąpiono ją nową, poświęconą w 1642. Z akt wizytacji biskupiej z końca XVI w. wynika, że pierwotna budowla była murowana, z kolei ze źródeł dotyczących budowy wynika, że nowa świątynia murowana stanęła na miejscu kościoła drewnianego. Z późniejszych opisów wiadomo, że wzniesiony w XVII w. kościół był orientowany, z czterema ołtarzami, trzema wejściami i czterema oknami. Nad głównym wejściem wznosił się chór muzyczny. Kościół odgrodzony był murem od sąsiadującego z nim miasta żydowskiego na Kazimierzu.
Kościół zburzono wkrótce po 1785.